# 625 г. пр.н.е.

## Събития

### В Азия

#### В Асирия
- В зависимост от хронологията цар на Асирия е Ашур-етил-илани (631 – 627 или 627 – 623 г. пр.н.е.) или Синшаришкун (627 – 612 или 623 – 612 г. пр.н.е.).

#### Във Вавилония
- Набополасар (626 – 605 г. пр.н.е.) е цар на Вавилония.[1] В първите години на управлението си той води борба за свобождаването на цяла Вавилония от асирийска власт.

#### В Мидия
- Около тази година Мидия отхвърля скитското върховенство (653/2 – 625 г. пр.н.е.) след като на трона се възкачва Киаксар (625 – 585 г. пр.н.е.).[2]

### В Африка

#### В Египет
- Псаметих (664 – 610 г. пр.н.е.) е фараон на Египет.[3][4]